# أنا سافا
أنا سافا (بالإنجليزية: Anna Savva)‏ هي ممثلة بريطانية، ولدت في 16 أكتوبر 1956 بلندن في المملكة المتحدة.

## وصلات خارجية
- أنا سافا على موقع IMDb (الإنجليزية)
- أنا سافا على موقع ألو سيني (الفرنسية)
- أنا سافا على موقع أول موفي (الإنجليزية)
- أنا سافا على موقع قاعدة بيانات الفيلم (الإنجليزية)
- أنا سافا على موقع كينوبويسك (الروسية)